# 白雪公主之魔镜魔镜
《白雪公主之魔镜魔镜》（英語：Mirror Mirror）是一部2012年美国奇幻喜劇片，以格林童话中的《白雪公主》为题材而创作。由塔西姆·辛执导，莉莉·柯林斯与茱莉娅·罗伯茨主演。電影2012年3月30日於美國上映。
故事的开头与结尾，以王后的视角叙述了《白雪公主》新的世界观，故事内容也在原来的经典童话上增添了许多现代元素与搞笑幽默的喜剧效果。中国大陆在首周末（三天）票房约达3000万元人民币，成为 “六一”档新片中成绩最为突出的一部。除了票房飘红外，还在网络微博热门话题中居占前五位。片尾的主题歌〈I Believe in Love〉也成了网上热议的话题。

## 剧情
王后生下白雪公主不久后便去世了，国王为了培养女儿成为继承人又另外娶了一位新王后，新王后是个美丽又充满智慧的女人。但邪恶力量开始入侵王国，国王為尋找起因便进入森林中從此再也没有回来，所有人都确信国王已经战死了。随后王后成为整个王国的统治者，每日举办豪华舞会过着奢华的生活，使得整个王国陷入绝境，民不聊生。
几年后，白雪公主渐渐长大成一位美丽的姑娘。她知道王后一直不喜欢她，总视她为眼中钉，并在仆人口中得知她的统治给人民带来了灾难，并希望她能够打败王后，重新夺回王国。为了证明仆人没有说谎，白雪公主悄悄溜出城堡打探民情，在途中她遇到了被七个小矮人所打劫的奥尔科特王子，两人便一见钟情……白雪公主来到城镇后，见到百姓们过着忍饥挨饿的贫困生活，她曾经和她父王来过这里，这里曾经是一片乐土，充满着欢声笑语，可如今在王后的统治下竟然变成了这样，从此白雪公主的心中埋下了打败王后，夺回王国的信念。
访问王国的奥尔科特王子受到了王后盛情款待，王后便要求举办一场盛大的晚会欢迎奥尔科特王子到来，由于王国已没有举办晚会的资金，王后便要求人民捐税……在晚会上，奥尔科特王子正式与白雪公主相识，白雪公主告诉王子需要他的帮助来打败王后，可不幸的是王后发现了她的预谋，并秘密命令随从将白雪公主处死，将她放逐到森林里便杀掉她，但好心的随从不忍将白雪公主杀死，便让她快跑，永远都别再回来。白雪公主在森林里不断奔跑直到晕了过去，醒来后她发现自己在七个小矮人的家中，之后便与七个小矮人结成了同伴，一起在途中「打劫」征收税款的皇室贵族，使百姓脱离苦难。
此时王后正需要嫁给一个有钱有势的贵族来摆脱王国资金的困境，而她正好看中了王子，可王子对白雪公主一往情深，并不喜欢王后。在王后正要对王子表白的时候，得知了白雪公主还活着，并与七个装成巨人的小矮人一起打劫从人民手中征收的税款，随后她利用魔镜的魔力，惩罚了随从，并从魔镜那儿求来了一瓶爱情魔药使王子疯狂爱上她……为铲除异己，她不惜代价动用魔镜的邪恶魔力去杀死七个小矮人与白雪公主，可是她失败了。得知王子要娶王后的白雪公主感到十分忧伤，在七个小矮人的鼓动下决心去破坏王后的婚礼，把王子给劫持回来。成功救出王子后，知道他中了王后的魔咒，小矮人们用尽全力都无法解除魔咒，最后小矮人建议白雪公主用自己的真爱初吻解救王子……王后发现自己的新郎被白雪公主抢走后，决定亲自去要她的命，可她知道自己势在必得的时候，白雪公主在七个小矮人与王子共同协助下，她用父王曾经留给她的匕首杀死了王后召唤来的怪兽，之后王后利用魔镜所施下的魔咒被彻底破除，怪物变回原样——国王，王后也为动用魔力的行为付出代价，变成了一个醜老太婆。
在国王主持下，白雪公主与王子举行盛大的婚礼，一个老太婆在典礼上为白雪公主献上祝福，并给她一个诱人的红苹果，让她能咬下一口，但在咬下的时候白雪公主犹豫了，她拿出匕首削下一块递给老太婆，并对她说“还是长者优先吧，知道自己是什么时候输，是件很重要的事。”从此，王国又恢复了以往的生机与活力。

## 演员
| 角色                                     | 演员          | 中文配音 |
| ---------------------------------------- | ------------- | -------- |
| 白雪公主 Snow White                      | 莉莉·柯林斯   | 唐烨     |
| 邪恶王后 Evil Queen                      | 茱莉娅·罗伯茨 | 廖菁     |
| 安德烈·奥尔科特王子 Prince Andrew Alcott | 艾米·汉莫     | 赵岭     |
| 布莱顿 Brighton                          | 内森·连恩     | 白涛     |
| 玛格丽特 Margaret                        | 迈尔·温宁翰   | 徐燕     |
| 国王 the King                            | 肖恩·宾       | -        |

※其他配音演员：赵嘉毅、陆建艺、张瑶函、郭政建、汤水雨、范哲琛、张伟、李智伟、张宇坤
、陈倩、雪萌

## 制作组
主创人员
- 导演：塔西姆·辛
- 编剧：雅各布·格林、威廉·格林、梅丽莎·沃雷克、贾森·凯勒
- 制作人：罗比·博伦纳、伯尼·高德曼、瑞恩·卡瓦劳格等
- 作曲：艾伦·曼肯
- 剪辑：尼克·摩尔
- 服装设计：石冈瑛子
- 分级：USA:PG（全年龄）

译制职员
- 翻译：张陨璧
- 导演：廖菁、张伟
- 录音合成：裴东峰
- 对白录音：王冲
- 制片主任：杨和平
- 制片人：廖林
- 进口：中国电影集团公司
- 译制：中国电影股份有限公司
- 发行：华夏电影发行有限责任公司